# 922-й истребительный авиационный полк ПВО
922-й истребительный авиационный полк ПВО (922-й иап ПВО) — воинская часть истребительной авиации ПВО, принимавшая участие в боевых действиях Великой Отечественной войны.

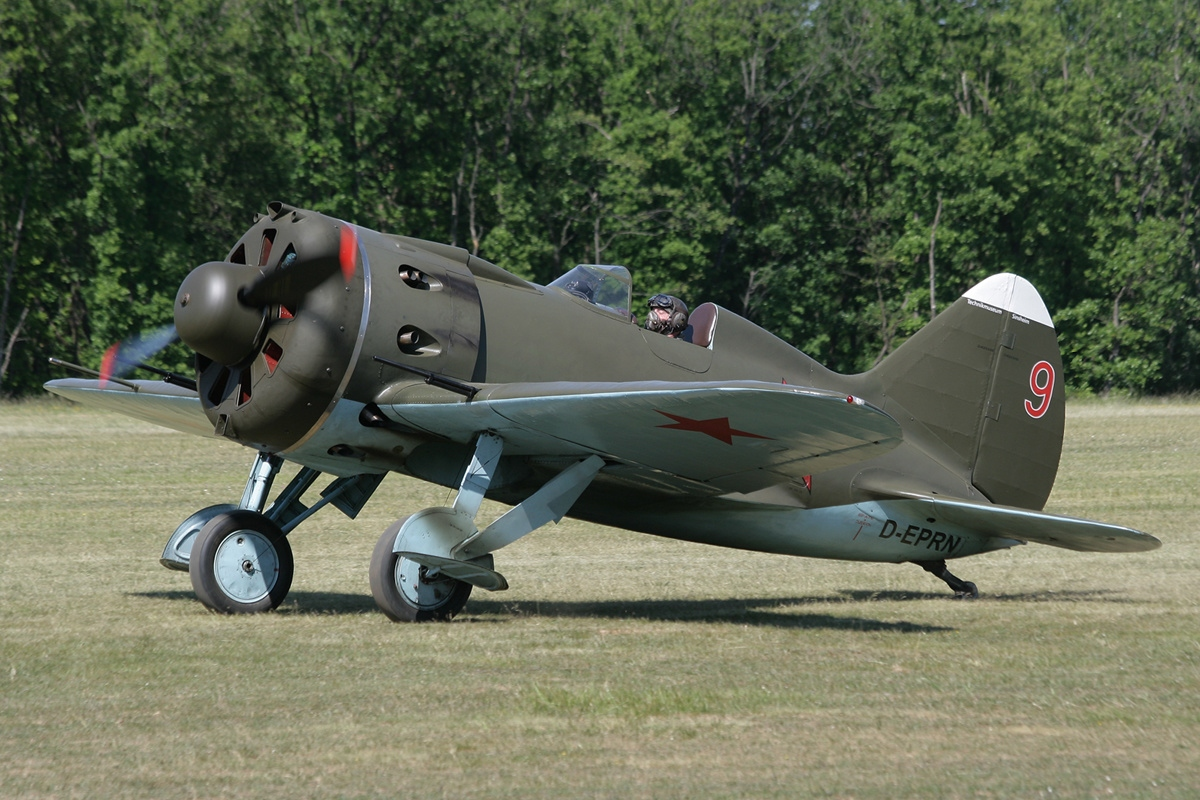
Самолет И-16. Такими самолётами полк был вооружен при формировании.

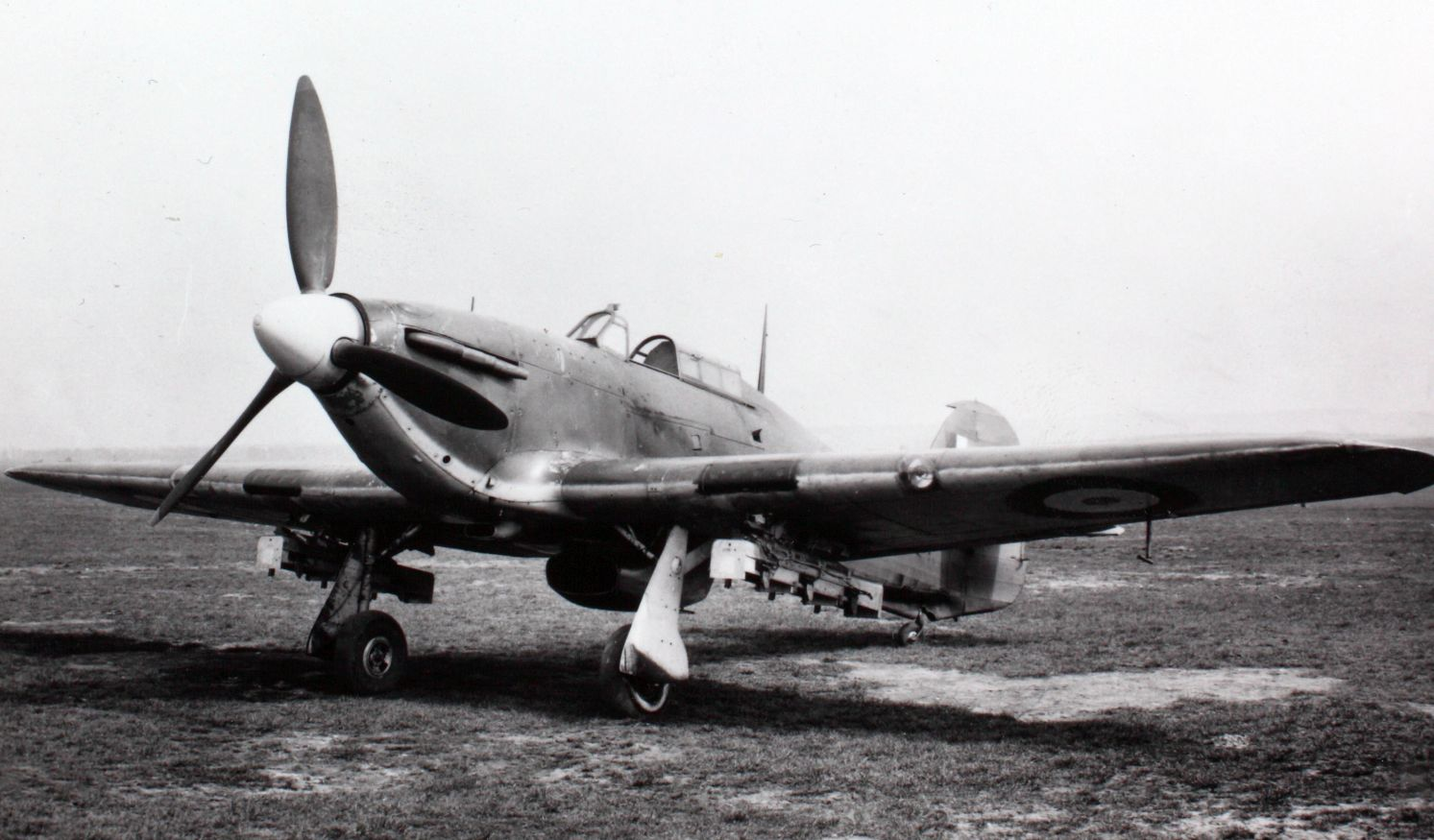
Самолетами Hawker Hurricane полк вооружен при формировании и воевал на них до конца войны.

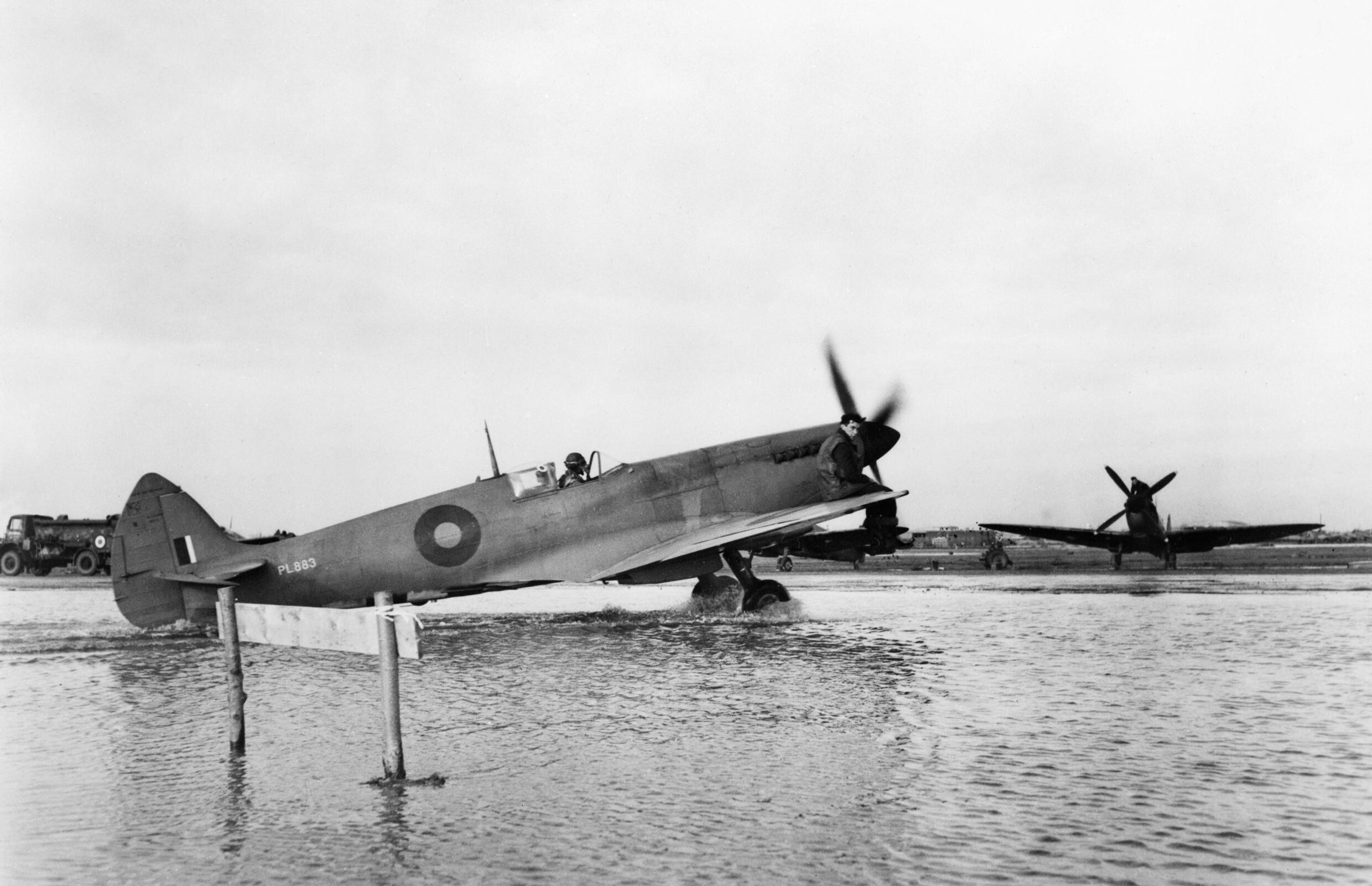
Самолетами Supermarine Spitfire полк пополнен в ноябре 1944 года.

## Наименования полка
- 922-й истребительный авиационный полк ПВО[1];
- 922-й истребительный авиационный полк[1];
- Войсковая часть (полевая почта) 29604[1].

## История и боевой путь полка
922-й истребительный авиационный полк ПВО сформирован в мае 1943 года распоряжением Командующего ПВО ТС и приказом 8-го иак ПВО в составе 8-го истребительного авиакорпуса ПВО Бакинской армии ПВО на аэродроме Пирсагат по штату 015/134 на самолётах Харрикейн и И-16.
C июня 1943 года полк введен в боевой расчет 8-го истребительного авиакорпуса ПВО и перебазирован на аэродром Кишлы. Полк в составе корпуса принимал участие в Битве за Кавказ, выполняя поставленную боевую задачу по прикрытию объектов города Баку и Каспийского нефтеносного района путем дежурства на аэродромах и вылетами по тревогам. Боевым расписанием полку предназначалось уничтожение противника на дальних подступах к Баку по линии Дербент - Евлах.
К сентябрю 1944 года полк имел в своем составе 33 боеготовых самолетов Харрикейн, 2 неисправных ЛаГГ-3 и 4 законсервированных И-16. В июле 1944 года полк выполнял боевую задачу с аэродрома Пирсагат, так как аэродром был подготовлен к ведению боевых действий ночью. В ноябре полк пополнен 27-ю самолетами Supermarine Spitfire-IX (Спитфайр). С 1 декабря 1944 года полк имел в дежурстве одну пару истребителей для перехвата воздушных целей ночью.
День Победы 9 мая 1945 года полк встретил на аэродроме Пирсагат.

## Командир полка
- гвардии майор Бабеев Иван Ильич, 05.1943 — 04.1946

## Послевоенная история полка
После войны полк продолжал входить в 8-й истребительный авиационный корпус ПВО Бакинской армии ПВО Закавказского фронта ПВО, продолжая выполнять задачи ПВО Баку и Апшеронского полуострова. В апреле 1946 года полк расформирован на аэродроме Пирсагат в составе Бакинского истребительного авиационного корпуса ПВО Бакинской армии ПВО.

## Происшествия
- 20 марта 1943 года. Hawker Hurricane. Боевые потери. Командир звена лейтенант Теркунов Сергей Шакирович. Погиб при выполнении боевого задания.
- 19 февраля 1944 года. Катастрофа Hawker Hurricane. Командир экипажа - командир эскадрильи старший лейтенант Федосеев Иван Васильевич. Экипаж погиб.